# Dimecres Addams
Dimecres Addams (Wednesday Friday Addams en la versió original) és un personatge de ficció creat pel dibuixant estatunidenc Charles Addams. El personatge també ha aparegut a la televisió, al cinema i en videojocs, tant en personatges en viu com en format animació.

## Dimecres
Als dibuixos d'Addams, els quals aparegueren primerament a The New Yorker, el personatge de Dimecres i altres membres de la família no van tenir cap nom. Quan els personatges van ser adaptats a la sèrie televisiva de 1964, Charles Addams va donar-li el seu nom "Wednesday", basant-se en la rima infantil "Wednesday's child is full of woe". La idea pel nom va ser subministrada per l'actriu i poeta Joan Blake, una amistat d'Addams. El personatge és la germana de Pugsley Addams (i, en la pel·lícula Addams Family Values, també la germana de Pubert Addams), i és la filla única de Gomez i Morticia Addams. En adaptacions més primerenques és la germana més jove de Pugsley, i en adaptacions més tardanes esdevé més gran que ell.

## Aspecte i personalitat
Wednesday Addams és una noia de tretze anys obsessionada amb la mort. La majoria dels seus experiments són contra el seu germà Pugsley Addams com una diversió o càstig, i en diverses vegades Wednesday prova de matar el seu germà Pugsley. Li agrada cuidar de les aranyes i investigar el Triangle de Bermudes, i té tendència a atemorir les persones a causa de la seva personalitat gòtica.
La majoria de les característiques notables de la Wednesday són la seva pell pàl·lida i els seus cabells llargs, foscos lligats amb dues cues. Rarament mostra les seves emocions i és generalment de caràcter amarg. Wednesday normalment porta un vestit negre amb un collar blanc, mitges negres i sabates negres.
A la sèrie dels anys seixanta, té un caràcter dolç i serveix de subjecte per a les estranyeses dels seus pares i germà, encara que la seva afició preferida és criar aranyes i també és ballarina. La joguina preferida de Wednesday és la seva nina de Maria Antonieta, que el seu germà guillotina (a petició seva). Es diu que té sis anys a l'episodi pilot de la sèrie de televisió. I en un episodi, es mostra que també té altres nines sense cap. A més, pinta quadres (incloent-hi un quadre d'arbres amb caps humans) i escriu un poema dedicat a la seva aranya favorita, Homer. Wednesday és enganyosament forta; i és capaç de fer caure el seu pare amb una clau de judo.
Wednesday té un parentiu estret amb el majordom gegant de la família Lurch. A la sèrie de televisió, el seu segon nom és "Friday". En la versió castellana, es diu Miércoles; a Llatinoamèrica és Merlina; en la versió brasilera és Wandinha ("petita Wanda" en portuguès); a França es diu Mercredi (dimecres en francès) i a Itàlia es diu Mercoledì (dimecres en italià).
A la pel·lícula de 1991, es representa d'una manera més fosca. Mostra tendències sàdiques i una personalitat fosca, i es revela que té un profund interès pel Triangle de les Bermudes i una admiració per un avantpassat (la tieta gran Calpurnia Addams) que va ser cremada com a bruixa el 1706. A la seqüela de 1993, encara surt més fosca: va enterrar un gat viu, va intentar guillotinar el seu germà petit Pubert, va calar foc al Camp Chippewa i (possiblement) va espantar fins a la mort el company de camp Joel. Aquestes pel·lícules van ser la primera versió de La família Addams en la qual es podien representar actes violents o horribles a la càmera en lloc d'implicar-se, cosa que fa que la personalitat de Dimecres sigui difícil de definir: a la primera pel·lícula, es veu que electrifica amb èxit el seu germà Pugsley en una cadira elèctrica, però ella i Morticia no expressen cap sorpresa que ell no sigui assassinat ni tan sols ferit.
A la sèrie d'animació i la sèrie de televisió canadenca The New Addams Family de la dècada de 1990, Wednesday conserva la seva aparença i el seu gust per la foscor i la tortura; es descriu com a tenint el consentiment dels seus pares per lligar Pugsley a una cadira i torturar-lo amb un ferro de marcar i una picota.
Al musical de Broadway The Addams Family: A New Musical, Dimecres té divuit anys i té els cabells curts en lloc de les trenes llargues en les seves altres aparicions. La seva foscor i trets sociopàtics s'atenuaren, i estava enamorada (i es va revelar que estava compromesa) amb Lucas Beineke. Al musical, Wednesday és més gran que Pugsley.
A la sèrie web de paròdia Adult Wednesday Addams, Wednesday, interpretada per Melissa Hunter, recupera la seva naturalesa fosca, sociopàtica i sàdica (tot i que, com en els originals, qualsevol acte horrorós real només està implícit i es pot produir o no fora de la càmera) amb les seves trenes llargues, connectant amb els esdeveniments i la representació de les pel·lícules i el còmic original. Aquesta Wednesday tracta de ser adulta després de marxar de casa seva. La sèrie web va guanyar l'atenció dels mitjans amb el tercer episodi de la temporada 2 en què Wednesday va castigar un parell de cridaners. Tot i que aquest comportament va cridar l'atenció dels primers fans, The Tee & Charles Addams Foundation, propietaris dels drets d'autor de The Addams Family, van assenyalar la sèrie per violació dels drets d'autor i va fer que la sèrie fos retirada de YouTube.
A la versió animada del 2019 del mateix títol, Wednesday conserva la seva naturalesa sense emocions i tendències sàdiques, intentant enterrar Pugsley i turmentar un assetjador a l'escola. Tanmateix, també està avorrida de la seva vida macabra i protegida, amb ganes de veure món malgrat les objeccions de Morticia. Això la porta a fer-se amiga amb Parker Needler i els dos adquireixen diversos trets de l'altre, amb Wednesday en un moment fins i tot duent roba de colors, i les seves trenes llargues acaben en llaços.

## Retrats
Al llarg dels anys, Wednesday ha estat interpretada per diverses actrius, a la televisió, al cinema i a l'escenari:
- Lisa Loring (1964–1966, 1977)

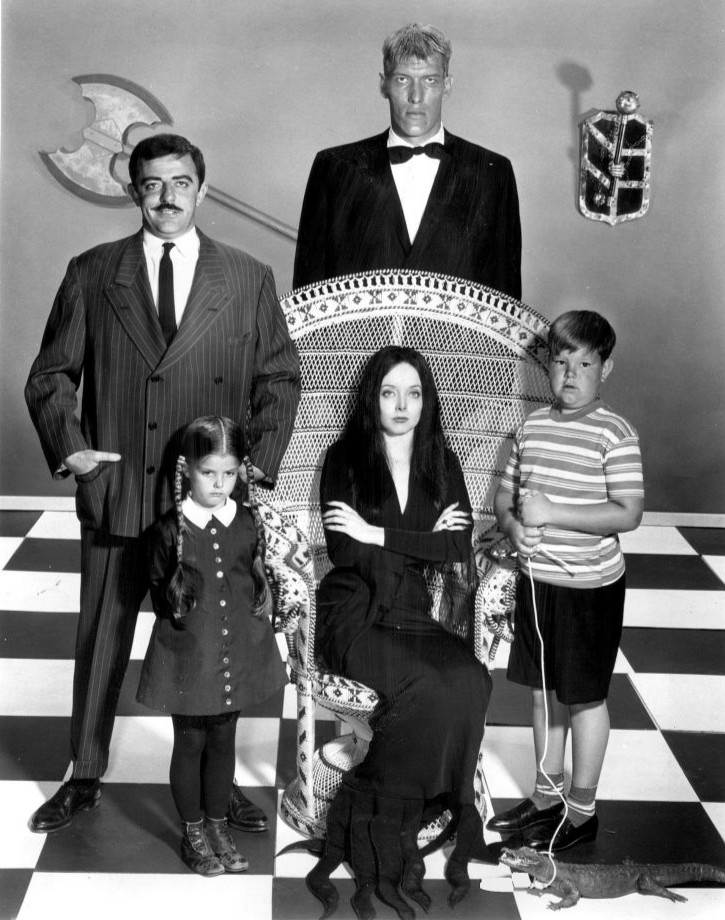
Foto del repartiment principal del programa de televisió The Addams Family el 14 d'agost de 1964. Enrere des de l'esquerra: John Astin (Gomez), Ted Cassidy (Lurch). Dempeus, davant: Lisa Loring (dimecres), Ken Weatherwax (Pugsley). Asseguda-Carolyn Jones (Morticia).

- Cindy Henderson (1972–1974, sèrie de televisió d'animació)
- Noelle Von Sonn (1973, pilot de sèrie de televisió en directe)
- Christina Ricci (1991, 1993, pel·lícules originals d'acció en viu)
- Debi Derryberry (1992–1994, sèrie de televisió d'animació)
- Nicole Fugere (1998–1999, Addams Family Reunion, The New Addams Family)
- Krysta Rodriguez (2010, musical de Broadway)
- Rachel Potter (2011, musical de Broadway)
- Cortney Wolfson (2011, primera gira nacional de Broadway)
- Laura Lobo (2012, primer repartiment brasiler)
- Frankie Lowe (2012, gira nacional al Regne Unit)
- Jennifer Fogarty (2013, gira asiàtica)
- Gloria Aura (2014, gira mexicana)
- Melissa Hunter (2013-2015, Wednesday Addams adulta)
- Carrie Hope Fletcher (2017, gira nacional al Regne Unit)
- Lydia Fairén (2017, primer repartiment espanyol i gira nacional espanyola 2018)
- Marjolein Teepen (2019-2019, musical holandès)
- Chloe Grace Moretz (2019, 2021, pel·lícula d'animació)
- Jenna Ortega (2022, sèrie de Netflix)

Wednesday és interpretada per Lisa Loring a la sèrie de televisió original, encara que molt menys malèvola del que descriuen els dibuixos animats. A la primera sèrie d'animació de Hanna-Barbera, la seva veu la va fer Cindy Henderson. Henderson va interpretar el mateix personatge en un episodi de The New Scooby-Doo Movies. A la segona sèrie d'animació de Hanna-Barbera, té la veu de Debi Derryberry.
The Addams Family (1991) i la seva seqüela Addams Family Values (1993) retraten Wednesday amb més precisió còmica, potser fins i tot més fosca. La personalitat de Wednesday és severa, amb un enginy inèdit i un interès morbós per intentar fer mal als seus germans, primer Pugsley i més tard Pubert. En ambdues pel·lícules, és interpretada per Christina Ricci. A la pel·lícula Addams Family Values (1993), Wednesday i Pugsley són enviats a un campament d'estiu per a "adults joves privilegiats" anomenat Camp Chippewa, on Joel Glicker (interpretat per David Krumholtz), un campista neuròtic, al·lèrgic i amb una mare prepotent li agrada el dimecres. Ella es nega a participar en l'obra de Gary Granger, una producció musical del primer Dia d'Acció de Gràcies. Llavors Wednesday, Pugsley i Joel estan tancats a l'"Harmony Hut" i obligats a veure pel·lícules familiars optimistes per frenar el seu comportament antisocial. En sortir de la barraca, Wednesday fingeix alegria i accepta interpretar el paper de Pocahontas, encara que el seu somriure acaba espantant els campistes, així com la seva nèmesi rossa. Durant l'obra, lidera els altres marginats socials, que han estat tots considerats nadius americans, en una revolta, capturant Gary, Becky i Amanda i deixant el campament amb Pugsley i Joel en el caos. Abans de marxar, Wednesday i Joel es fan un petó. Al final de la pel·lícula, però, se suggereix que Wednesday, tot i que òbviament li agrada Joel, intenta intencionadament espantar-lo fins a la mort després que ell plantegi el tema del matrimoni.
A l'especial de televisió de 1977, Halloween with the New Addams Family, Lisa Loring interpreta una Wednesday gran, que entreté els convidats amb la seva flauta, i pot escoltar i entendre els missatges d'ajuda codificats dels membres vinculats del grup familiar i envia ajuda per alliberar-los. En l'interval de temps entre la sèrie de televisió original i aquesta pel·lícula de televisió, els seus pares van tenir dos fills més que s'assemblen a Pugsley i Wednesday originals.
Wednesday és interpretat per Nicole Fugere a la pel·lícula directa en vídeo Addams Family Reunion i a la sèrie de televisió de Fox Family Channel The New Addams Family, ambdues produïdes el 1998.
L'abril de 2010, The Addams Family: A New Musical va debutar a Broadway. Krysta Rodríguez va interpretar Wednesday. El personatge ara té divuit anys, s'ha "convertit en dona" i, en aquest sentit, ja no llueix les seves cues distintives. Però, tanmateix, el musical es basa en els personatges creats per Charles Addams. El març de 2011, Krysta Rodriguez va ser substituïda per Rachel Potter com a dimecres al repartiment de Broadway. A partir del setembre de 2011, la producció començà la seva primera gira nacional. Cortney Wolfson va ser elegida per al paper de Wednesday Addams. A la producció de Broadway, va ser la substituta del dimecres i va actuar com a Dead Bride/Ancestor.
Zoe Richardson va aparèixer a l'hipòdrom de Birmingham com Wednesday Addams en una adaptació musical de The Addams Family on Ice el novembre de 2007.
Chloë Grace Moretz va fer la veu de Wednesday a la pel·lícula d'animació del 2019 i a la seqüela, que es va estrenar l'1 d'octubre del 2021. La família sencera està dissenyada principalment per assemblar-se a les representacions inicials de dibuixos animats, amb detalls afegits; per exemple, les trenes de cabells de Wednesday s'assemblen a dos llaços.
Jenna Ortega interpretarà Wednesday a la pròxima sèrie de Netflix.